# Babe Didrikson
Mildred "Babe" Didrikson Zaharias (Port Arthur, 26 de junho de 1911 — Galveston, 27 de setembro de 1956) foi uma multiatleta norte-americana bicampeã olímpica do atletismo, eleita em 1949 pela Associated Press como a “Atleta Feminina da Primeira Metade do século XX”. Ainda criança, Mildred ganhou o apelido "Babe", segundo o lendário jogador de beisebol Babe Ruth, por sua habilidade em bater a bola de beisebol mais longe que qualquer outra pessoa em sua cidade.

## Carreira
Filha de imigrantes noruegueses nascida no Texas – seu nome de batismo era Didriksen, depois mudado para Didrikson –  em 1930, depois de se destacar no basquete e no atletismo no Colégio Beaumont, foi contratada pela Employers Casualty Company de Dallas para jogar pelo time de basquete da companhia no campeonato patrocinado pela União Atlética Amadora (Amateur Athletic Union - AAU). Dado que seu status de amadora terminaria se fosse contratada como atleta, a companhia contratou-a como “secretária”, pondo logo em seguida uma bola de basquete em suas mãos..  Ela competiu em nome da companhia também no atletismo. Nas seletivas de atletismo da AAU, com vistas a formar a equipe de atletismo norte-americana para os Jogos Olímpicos de 1932, em Los Angeles. Didrikson ganhou cinco das oito provas em que competiu, estabelecendo recordes mundiais em arremesso de dardo, 80 metros com barreiras e salto em altura.
Em Los Angeles 1932, Babe Didrikson conquistou duas medalhas de ouro. Tinha se qualificado para competir em cinco modalidades, porém o regulamento limitava em apenas três eventos a participação individual de um atleta. Um dia depois de ter estabelecido novo recorde mundial para o lançamento de dardo, marcou também um novo recorde mundial nos 80 metros com barreiras, batendo Evelyn Hall por décimos de segundo. Na prova de salto em altura terminou em segundo, conquistando a medalha de prata, empatada com a vencedora, a compatriota Jean Shiley, devido a que os árbitros não aprovaram seu estilo de salto, que passava a cabeça antes do corpo.

## Vida posterior
Após os Jogos, Didrikson resolveu aproveitar-se de seu novo status de celebridade, viajando pelo país com times de beisebol e basquete e tocando harmônica no circuito de vaudeville, inclusive gravando um disco. Naquele ano, foi indicada pela Associated Press como a Atleta Feminina do Ano pela primeira vez. Em 1933, "Babe" passou a se dedicar ao golfe. Ela se tornou tão arrasadoramente dominante nesse esporte que ganharia o prêmio de Melhor Atleta Feminina da Associated Press  cinco vezes mais, num esporte que viria a praticar quando tinha já mais de 20 anos. Durante sua carreira como golfista, Didrikson mostrou-se pouco disposta a “melhorar o visual” diante das câmeras, como pedia a imprensa. Quando lhe foi perguntado, por ocasião do Torneio Nacional de Celebridades, como podia uma moça lançar a bola do golfe tão longe, Babe retrucou “basta levantar as cadeiras e girar”. Didrikson ganhou 82 torneios de golfe.
Em 1949 ajudou a fundar a LPGA (Associação Feminina Profissional de Golfe). A despeito de seu impressionante cartel, o pedido de Didrikson de participar do Aberto Nacional de Golfe, organizado pela USGA (Associação de Golfe dos Estados Unidos), órgão que comandava o golfe masculino, foi reiteradamente negado. Embora o regulamento da USGA não proibisse especificamente, à época, a participação de mulheres, as regras foram logo alteradas para permitir que somente homens pudessem inscrever-se nos torneios organizados pela associação.
Em abril de 1953 Babe soube que tinha câncer. Os médicos extirparam o tumor porém descobriram que a enfermidade já se tinha estendido pelos nodos da linfa e que era inoperável. Quatorze semanas mais tarde participou de um torneio. No ano seguinte realizou outra grande temporada, conquistando o seu terceiro US Open e outros quatro títulos mais, que levaram a que fosse eleita pela sexta vez como a “Mulher Atleta do Ano”.
Em 1955 conseguiria ganhar seu derradeiro torneio. No entanto, as dores provocadas pelo câncer a fizeram abandonar definitivamente o esporte. Morreu em 27 de setembro de 1956 em Galveston, Texas, seu estado natal, aos 45 anos.